# シュヴァープミュンヘン

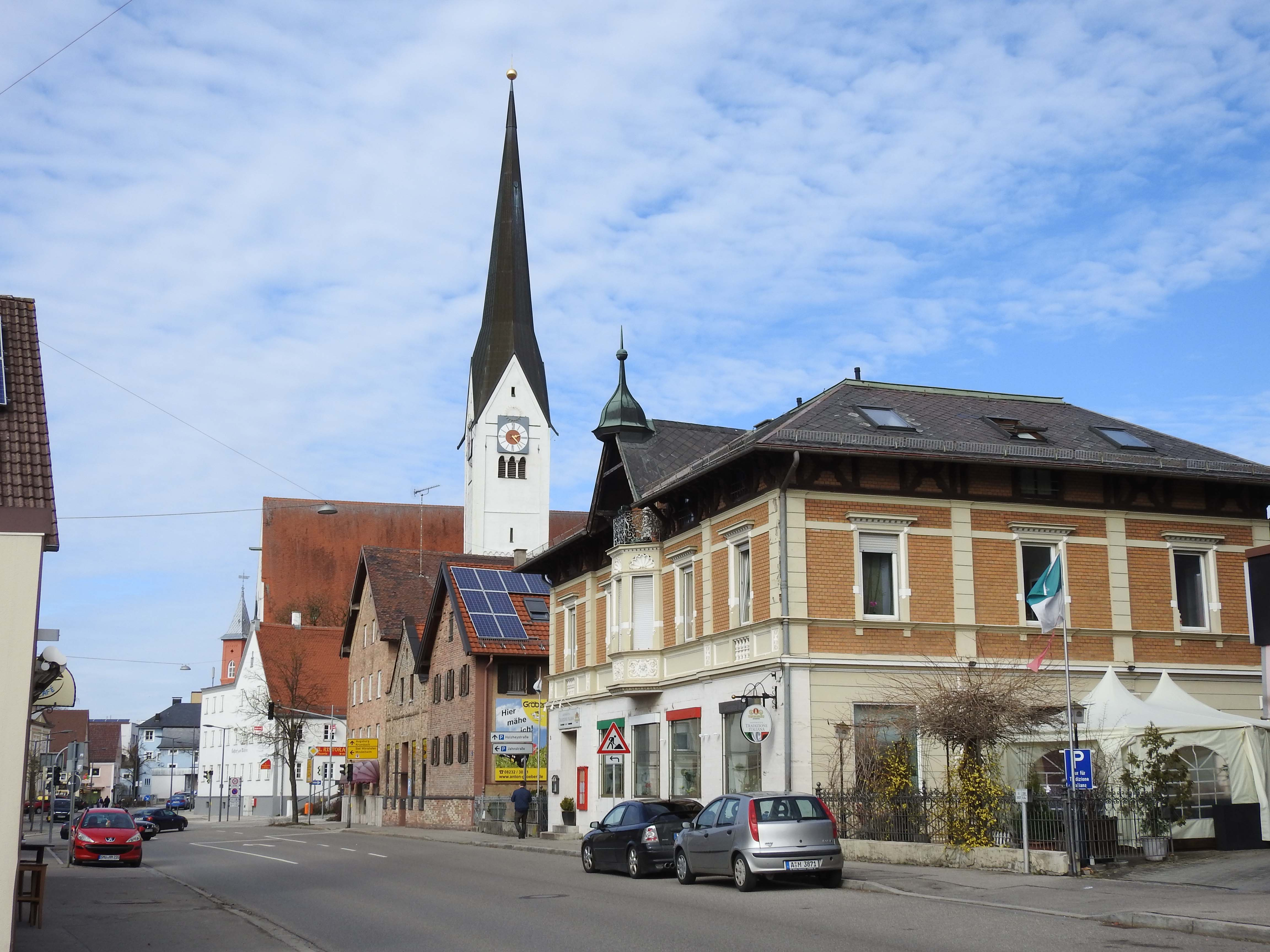
シュヴァーベン中心部、ルイトポルト通り

シュヴァープミュンヘン (ドイツ語: Schwabmünchen, ドイツ語発音: [ʃvaːpˈmʏnç̩n] ( 音声ファイル)) は、ドイツ連邦共和国バイエルン州シュヴァーベン行政管区のアウクスブルク郡に属す市である。

## 地理

### 位置
シュヴァープミュンヘンは、アウクスブルクの南 24 km、レヒフェルト西端のレヒ川とヴェルタハ川との間に位置している。市内をジンゴルト川が流れている。フェルトギースグラーベンは、増水時にジンゴルト川からヴァルタハ川に放水するための導水路である。街の西、約 5 km にヴェストリヘ・ヴェルダー（シュタウデン）の高台がある。

### 隣接する市町村
市域は、北から時計回りに以下の町村と境を接している: グロースアイティンゲン、グラーベン、ウンターマイティンゲン、ランゲルリンゲン、ヒルテンフィンゲン、シェルシュテッテン。

### 市の構成
本市は、5つのゲマルクング（行政/統計上の管区）からなり、さらに10のゲマインデタイル（地理上の地区）に分けられる。かっこ内は公式にゲマインデタイルになっていない住宅地である。
- ゲマルクング・ビルカハ
- ゲマルクング・クリムマッハ: フロシュバッハ、グッゲンベルク、ロイタウ
- ゲマルクング・ミッテルシュテッテン
- ゲマルクング・シュヴァーベッグ: ケーニヒスハウゼン、（エンゲルホーフ、ヒルシュヴァング、プフェンダー＝ホーフ、シャーフホーフ、シュヴァーベッガー・ミューレ）
- ゲマルクング・シュヴァープミュンヘン: ヴェルタハアウ、ヴェルタハジートルング、（フィックラーミューレ、ロスグンペン、タウベンタール）

## 歴史

### 18世紀末まで
現在の市域北部の発掘により、ケルト時代、ローマ時代、アレマン時代の集落の痕跡が発見された。ヴェルタハタールの東斜面にローマ時代の広い陶芸村が発見され、ヘルマン・クンツはこれを、ポイティンガー図の Rapis（または Rapae）であると同定した。この集落の最初の住人はクラウディウス帝の治世（41年 - 54年）に定住した。その中には様々な職人、青銅鋳造職人、鍛冶屋、原石から鉄の精錬を行う技師などがいた。村の景観は街道に妻側を向けた細長い木組み建築によって占められていた。浴場と、おそらく神殿として用いられたと思われる建物だけが石で造られていた。Rapis は、ラエティア北部ではローマ時代最大の陶芸の中心地に発展した。この集落の住民は約125人程度であったが、その 80 % 以上が陶芸に関わって生計を立てていた。16軒の建物のうち、13軒から陶芸工房が見つかっている。住居と工房は一体化していた。この小規模な作業所では、子供を含めた家族全員が作業に従事した。Rapis では、地下倉庫、キッチン、食卓用の日用品が、ほぼ200年以上の間生産され続けていた。広範な品揃えは、小さなオイルランプから高さ1メートルを超える貯蔵用の壺にまで及んだ。最も重要な輸出品は、ローマのキッチンでは一般的であった擂り鉢モルタリウムであった。Rapis で創られたモルタリウムは、その品質が高く評価され、広く普及した。それはドナウ川下流域でも取引されていた。260年頃に Rapis はゲルマン人の戦争に巻き込まれ、多くの陶器工房が破壊され、住民の多くが亡くなった。生き延びた者もこの地で陶器の生産で生計を立てることはできなくなった。5世紀初めまでには最後の住民がこの村を離れた。アレマン時代の出土品は6世紀前半以降のものである。最新の考古学的発掘は、ローマ時代のこの地域の全体像を解明している。村の南東部では1世紀の短期の軍事基地跡が発見されたが、新石器時代、青銅器時代、ケルト時代といったより古い時代の集落の痕跡も見つかっている。
この村は、伝承によれば、カール大帝からアウクスブルク司教に寄進され、世俗化されるまでアウクスブルク司教領に属した。シュヴァープミュンヘンの一地区であるシュヴァーベッグでは、ハンガリーによる侵攻時代の古い避難城砦の跡が発見された。「ハルデンブルク」と呼ばれるこの城砦は950年頃のものであるとされている。シュヴァープミュンヘンはアウクスブルク司教であった聖ウルリヒの年代記に castellum Mantahinga として954年に初めて記録されている。この村は1562年に皇帝フリードリヒ1世によって市場町に昇格され、紋章を持つことを許された。
この地名は、おそらく Mandicho という名のバイエルン人の領主に由来する。

### 19世紀以降
1804年から1806年まで、シュヴァープミュンヘンはバイエルン統治下に置かれ、古い制度のラントゲリヒト（司法・行政役場）の所在地であった。鉄道アウクスブルク - ブーフローエ線の建設（1847年）や穀物市場の設置（1855年）が経済的興隆をもたらし、学校や新しい病院が建設された（1899年/1900年）。この市場町は1900年にベツィルクスアムト・シュヴァープミュンヘン（後のシュヴァープミュンヘン郡）の行政機関所在地となった。その新設の過程でベツィルクスアムト・アウクスブルクの分割がなされた。駅の北側で1907年にガス工場が稼働を始め、シュヴァープミュンヘンの全域で街灯が導入された。
1945年3月4日、シュヴァープミュンヘンは激しい空爆を受け、61人が死亡した。戦争捕虜、ポーランド人、オストアーバイターと呼ばれる東欧からの労働者は、1942年以降、防空壕への立ち入りが禁止されていたため、犠牲者の中には東欧やロシアの強制労働者4人が含まれた。クレン収容所の男性収容者3人と、農業に従事していた女性の強制労働者1人であった。市域の 1/4 が完全に破壊され、2/3 が酷い被害を負った。1945年4月27日、アメリカ軍が戦闘なしにシュヴァープミュンヘンに入城した。
第二次世界大戦後、故郷を逐われた人々の流入によって人口は著しく増加し、シュヴァープミュンヘンは1953年に市場町から市に昇格した。1972年7月1日、郡域再編に伴い旧シュヴァープミュンヘン郡とヴェルティンゲン郡が統合され、アウクスブルク＝ヴェスト郡が成立した。この郡は1973年5月1日にアウクスブルク郡と改名された。

### 市町村合併
バイエルン州の地域再編に伴い、1978年にそれまで独立していた多くの町村がシュヴァープミュンヘン市に合併した。
- ビルカハ。現在の人口は176人。この集落は早くも969年にアウクスブルク聖シュテファン女子修道院の所領として Pirichah という表記で記録されている。この集落はシュヴァープミュンヘンから西に約 7 km のシュヴァルツァハタールに位置している。
- クリムマッハ。現在の人口は248人。中世初期から存在していたが、最初の記録は1482年である。クリムマッハは、アウクスブルク司教区の重要な巡礼地であった。この集落はシュヴァープミュンヘンの西約 6 km の、ヴェルタハ平地とシュヴァルツァハタールとの間の丘陵に位置している。
- ミッテルシュテッテン。現在の人口は541人。シュヴァープミュンヘンの北約 2 km に位置している。1316年にアウクスブルク司教領の所領として初めて記録されている。
- シュヴァーベッグ（シュヴァーベンヒューゲルに由来する。 egg = 斜面、丘陵）。現在の人口は801人。1110年に初めて記録されている。シュヴァープミュンヘンの西約 5 km のシュタウデン地域やカルファリーエンベルク・シュヴァーベッグ、ヴェルタハ平地への上り坂の端に位置している。

## 住民

### 人口推移
1988年から2008年までの間にシュヴァープミュンヘンの人口は2,613人 約 25 % 増加した。1988年から2018年までの間にシュヴァープミュンヘン市の人口は10,617人から14,075人へ、3,458人 約32.6 % 増加した。

## 行政

### 議会
シュヴァープミュンヘン市の市議会は24議席からなり、市長がこれに加わる。
2008年からローレンツ・ミュラー (CSU) が市長を務めている。彼は2020年3月15日の選挙で、2人の対立候補を相手に 61.9 % の支持票を獲得して再選された。

### 紋章
図柄: 赤地と銀地に上下二分割。これを背景に、金の十字架と金の輪をつけた青い帝国宝珠の形をした街の象徴が描かれている。

### 姉妹都市
- ジロマニー（フランス、テリトワール・ド・ベルフォール県）1975年6月7日から[11]

ジロマニーはベルフォールの北 12 km のヴォージュ山脈の麓に位置する。

## 文化と見所

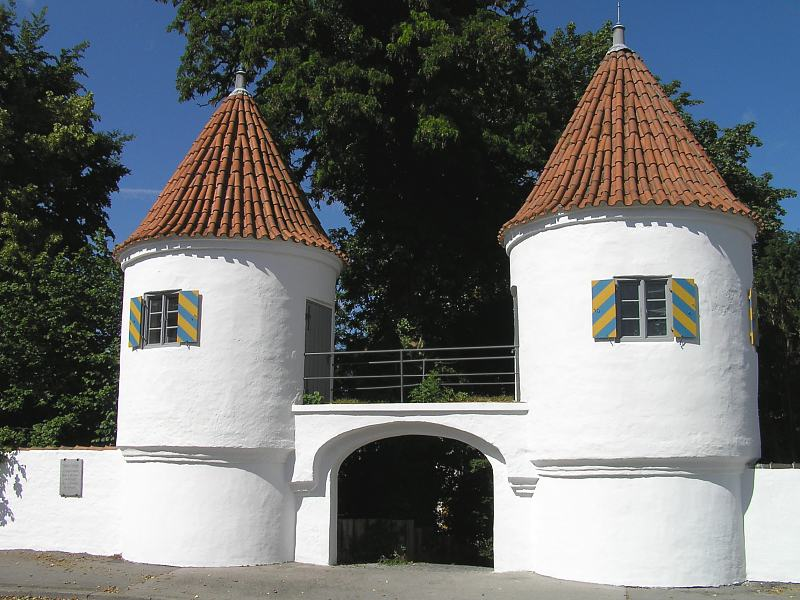
ヘクセンテュルムヒェン

シュヴァープミュンヘンの象徴的建造物で、小さな見所となっているのが「ヘクセンテュルムヒェン」（直訳: 魔女の小塔）である。これは、おそらく16世紀に建設された司教の代官所への門であった。

### 博物館、美術館、ギャラリー
最大の郡立美術史・文化史博物館は1913年にベツィルクス博物館として設立された。当時既に、地域を超えて重要な高いクオリティの文物を収蔵していた。1984年の改修後、4つのフロアで17世紀から現代までの日常や祝祭の文化を紹介している。この博物館は、後期ナザレ派のユニークなコレクションを有しており、現代美術のギャラリーを併設している。定期的に入れ替えがなされる特別展示や広範なイベントプログラムがその展示を充実させている。常設展示は、現在の市域にかつて存在していたローマ時代の陶芸センター Rapis の考古学的出土品から始まる。続く「シュヴァープミュンヘンの歴史ショーウィンドウ」では、この街の曲折に富んだ歴史を概観することができる。郷土史に興味を持つ人向けの情報が豊富である。しかし、展示スペースの 3/4 以上は地域の歴史とは関係のない分野が占めている。たとえば、17世紀から19世紀の宗教画、16世紀から19世紀の聖像、3世紀の間の陶器、錫、衣類、メダルや遊具の広範なコレクションが展示されている。
ギャラリーは、その歴史パートではナザレ派後期、特に1819年にシュヴァープミュンヘンで生まれたフェルディナント・ヴァーグナーの作品が展示されている。ナザレ様式で造られた聖なる墓のために特別な部屋が用意されている。博物館のクリッペコレクションには、19世紀に創られたナザレ派による紙製のクリッペがある。現代美術コレクションは、現代ギャラリーで観ることができる。これらは特別展示とともに芸術家と観客の両方から高い評価を得ている。
博物館も、過去と現代を活き活きと対比させる方法の入れ替え特別展示プログラムに特に力をいれている。様々なテーマ分野で人々に情報と娯楽を提供している。特に家族向けに興味深い展示が絶えず行われている。年に1-2回博物館はミュージアムフェストを開催している。この他に、たとえば、音楽イベント、ツァイトツォイゲンアーベント（直訳: 時代の証人の夕べ）、ランゲ・ナハト（夜間延長展示）など広範なイベントプログラムが用意されている。
入場は無料である。車椅子の来館者も問題なく観覧できる。市立博物館はローマ時代以降の市の歴史を紹介している。

### その他の見所
その他の見所としてはシュラネン広場のシュトリッカーブルネンがある。これは彫刻家カール＝ウルリヒ・ヌスによってデザインされた。泉の下部の左右にはヒツジとヤギがあしらわれている。これは2人が同時にこれらの動物を飼っていると、生涯友達でいられるという言い伝えを表している。
市街地北西部の、広さ約 12 ha のルイトポルト公園（市立公園）には、小川が流れ、石の池や金魚の池、マリアのグロッテ、児童遊戯広場があり、ローデルベルク（直訳: ソリの山）にパゴダがそびえている。1915年にこの公園に小さなヴィーザー像が建立されたが、1919年4月9日に何者かによって盗まれた。

### 文化行事
シュヴァープミュンヘンでは毎年9月の最終週末に、地元の歳の市「ミヒャエリマルクト」が開催される。
文化イベントの会場はシュタットハレ（市立ホール）である。このホールは、ドイツ全土のアーティストや地元クラブが利用する。シュヴァープミュンヘン室内合唱団はここで春の演奏会を行っている。
2011年から8月の最終週末にガイヤーブルク周辺でジンゴルトザント・フェスティバルが開かれている。市の青年委員会によって創始され、2015年まで市の支援を受けていたが、それ以後は2人の市議会議員がプロジェクトリーダーを務める市のプロジェクトとなっている。毎年約200人の青年や成人がボランティアでこのフェスティバルを運営しており、約8,000人の見物客が訪れる。多くの小さなバンドの他に、Käptn Peng & Die Tentakel von Delphi、Blumio、Claire、Iriepathie、Bilderbuch といった著名なミュージシャンも参加した。このフェスティバルは、地元バンドのプラットフォームあるいはスプリングボードにもなっている。聖ミヒャエル教区教会では、3つの児童合唱団、青年合唱団、オーケストラ、教会合唱団、フルートアンサンブル、プロジェクトコーラスなどによる大規模な音楽イベントが行われる。年間を通じて多くのコンサートが開催され、7月にはこれらのアンサンブルによって子供向けミュージカルが上演される。聖ミヒャエル教区教会には1999年にオイレ社によって建設された旧シュヴァープミュンヘン郡で最大のオルガンが設置されている。3600本のパイプ、4つの手鍵盤とペダル鍵盤を備えたこの楽器は多彩な音色を響かせることができる。その音色は礼拝やオルガンコンサートで聴くことができる。合唱指揮者でオルガニストは2001年8月からシュテファン・ヴァーグナー（シュヴァープミュンヘン市文化賞受賞者）が務めている。

## 経済と社会資本

### 交通

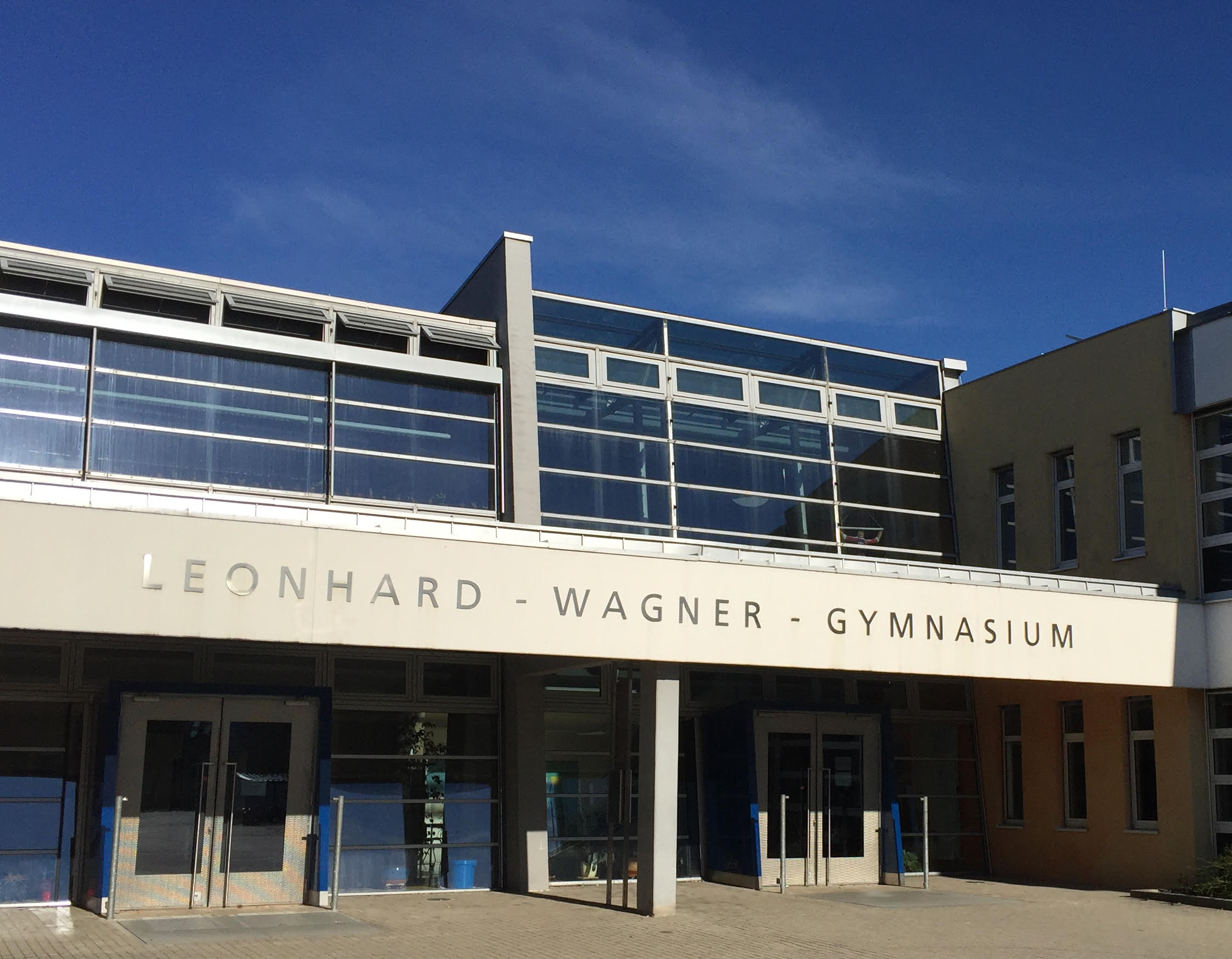
レオンハルト＝ヴァーグナー＝ギムナジウム

シュヴァープミュンヘンは、アウクスブルク交通連盟の終着駅である。鉄道アウクスブルク - ブーフローエ線の列車は30分間隔で運行されている。
市はバイパス道路や支線道路によってアウトバーン風に拡充された連邦道17号線（アウクスブルク方面およびランツベルク・アム・レヒ方面）に接続している。
シュヴァープミュンヘン飛行場は、最大離陸重量 2000 kg の飛行機から、5700 kg のヘリコプターまで様々な航空機が利用している。

### 学校
シュヴァープミュンヘン学校地区には、聖ウルリヒ国民学校（基礎課程学校）、レオンハルト＝ヴァーグナー中等学校、レオンハルト＝ヴァーグナー実科学校、レオンハルト＝ヴァーグナー＝ギムナジウムおよびシュヴァープミュンヘン農業学校、栄養士職業専門学校がある。

### 医療・健康施設
公益法人ヴェルタハクリーケンは、シュヴァープミュンヘンに内科、一般外科、腹部外科を中心とする病院を運営している。その他の診療科としては、麻酔科および集中治療科、産婦人科、耳鼻咽喉科、血管外科がある。この病院は合計126床である。

### 地元企業
衣料品メーカーのシェフェルは、シュヴァープミュンヘンに本社を置いている。この他の有名な企業が、ツェトラー＝カレンダーである。オスラムはシュヴァープミュンヘンにケーブルおよび化学工場を有している。経済構造は主に様々な分野の中小企業によって形成されている。

### メディア
2017年4月1日からローカル放送局ラジオ・シュヴァーベン（旧ラジオ・シュヴェープミュンヘン）はフラウエン通り7番地からニュース、天気予報、交通情報、イベント情報、および TSV シュヴァープミュンヘン、EHC ケーニヒスブルン、その他のクラブの試合中継を放送している。2018年8月1日からは、DAB+を介して、シュヴァーベン北部を含むアウクスブルク広域向けにカナル 8B、アルゴイ向けにカナル 9C で放送を行っている。技術的には約300万人のリスナーがいる計算である。

### 警察
シュヴァープミュンヘン警察署は、シュヴァープミュンヘンのフッガー通り64番地にある。その管轄地域は、シュヴァープミュンヘン、グラーベン、グロースアイティンゲン、ヒルテンフィンゲン、クラインアイティンゲン、クロスターレヒフェルト、ランゲンノイフナハ、ランガーリンゲン、ミックハウゼン、ミッテルノイフナハ、シェルシュテッテン、ウンターマイティンゲン、ヴァルカーツホーフェンを含む。

### 救急救命
バイエルン赤十字社の救急監視所はシュヴァープミュンヘンのフッガー通り42番地にある。ここにはドクターカー (NEF)、救急車 (RTW)、患者輸送車 (KTW) が配備されている。NEF と RTW は24時間態勢、KTW は12時間態勢である。

### 消防
シュヴァープミュンヘン消防団の消防署は、シュヴァープミュンヘンのリート通り91番地にある。ここには消防車と救急車が配備されている。完全に決められた担当地域はなく、シュヴァープミュンヘン消防団は、救命救急と同様に、ILSアウクスブルク（アウクスブルク総合指令所）の通報に応じている。出動地域は、シュヴァープミュンヘン地区とシュヴァープミュンヘン市の全地区および近隣の市町村である。シュヴァープミュンヘン消防団は8台の車両を出動用に所有している。
シュヴァーベッグ、クリムマッハ、ミッテルシュテッテン市区にはそれぞれ独自の消防団がある。シュヴァーベッグ消防団は消防車 (LF 8/6) を有しているが、他の市区消防団は、それぞれ可搬式ポンプ車 (TSF) を有している。

### 技術救助隊
技術救助隊のシュヴァープミュンヘン支部は、1973年から存在している。その建物はアウクスブルガー通りにある。シュヴァープミュンヘンには、インフラストラクチャ専門グループを含む技術隊が配備されている。出動地域はアウクスブルク郡全域である。

### スポーツ
TSV シュヴァープミュンヘンがシュヴァープミュンヘンを代表するスポーツクラブである。様々なスポーツ種目の、様々なターゲットグループに17部門で対応している。アーチェリー、バドミントン、サッカー、ハンドボール、インラインスケート・ホッケー、柔道、陸上競技、リハビリスポーツ、水泳、スキー、アイス・ストック・スポーツ、テコンドー/Allkampf-Jitsu、テニス、卓球、体操競技、バレーボール、トライアスロンがある。TSV の刊行物が「スポーツ・フラッシュ」である。

## 人物

### 出身者
- マリア・ブルーム（1890年 - 1961年）政治家

## 関連図書
- Wolfgang Czysz; Gabriele Sorge (2000). “Das römische Töpferdorf Rapis bei Schwabmünchen”. In Ludwig Wamser. Die Römer zwischen Alpen und Nordmeer. Katalog-Handbuch. Mainz: von Zabern. pp. 142–144. ISBN 978-3-8053-2615-5
- Joachim Jahn (1984). Schwabmünchen. Geschichte einer schwäbischen Stadt. Schwabmünchen. ISBN 3-9800910-0-7

### 訳注
1. ↑  クリッペ (ドイツ語: Krippe) とは、聖書の場面を主題とするジオラマのことである。